# Witold Zalewski (organista)
Witold Jacek Zalewski (ur. w Brzesku) – polski organista, dr hab. sztuk muzycznych, profesor uczelni Międzyuczelnianego Instytutu Muzyki Kościelnej, Akademii Muzycznej w Krakowie i Uniwersytetu Papieskiego Jana Pawła II w Krakowie Wydziału Historii i Dziedzictwa Kulturowego Uniwersytetu Papieskiego Jana Pawła II w Krakowie.

## Życiorys
Syn Krzysztofa (zm. 2011), który przez 50 lat był organistą w Parafii Matki Boskiej Częstochowskiej w Brzesku. Ukończył Szkołę Podstawową Nr 3 w Brzesku. Naukę gry na organach rozpoczął w Państwowym Liceum Muzycznym w Krakowie u Mieczysława Tulei. W 1992 ukończył Akademię Muzyczną w Krakowie w klasie organów prof. Jana Jargonia. Od 1995 pełni funkcję organisty w Królewskiej Katedrze na Wawelu. 20 listopada 2012 obronił pracę doktorską Religijna twórczość organowa dwudziestowiecznych kompozytorów polskich. Spojrzenie poprzez pryzmat możliwości wykorzystanie jej w liturgii Kościoła Katolickiego i otrzymał stopień naukowy doktora sztuki. 9 maja 2016 habilitował się na podstawie pracy zatytułowanej Płyta CD zatytułowana Six Organ Sonatas, Opus 65.
Został zatrudniony na stanowisku profesora uczelni w Międzyuczelnianym Instytucie Muzyki Kościelnej Akademii Muzycznej w Krakowie i Uniwersytetu Papieskiego Jana Pawła II w Krakowie na Wydziale Historii i Dziedzictwa Kulturowego Uniwersytetu Papieskiego Jana Pawła II w Krakowie.
Był dyrektorem w Międzyuczelnianym Instytucie Muzyki Kościelnej Akademii Muzycznej w Krakowie i Uniwersytetu Papieskiego Jana Pawła II w Krakowie na Wydziale Twórczości, Interpretacji i Edukacji Muzycznej Akademii Muzycznej w Krakowie i w Międzyuczelnianym Instytucie Muzyki Kościelnej Akademii Muzycznej w Krakowie i Uniwersytetu Papieskiego Jana Pawła II w Krakowie na Wydziale Historii i Dziedzictwa Kulturowego Uniwersytetu Papieskiego Jana Pawła II w Krakowie.
Jako solista koncertuje w kraju i za granicą. W czasie pielgrzymek papieskich w liturgiach sprawowanych przez Ojca św. Jana Pawła II i Benedykta XVI pełnił rolę organisty (Katedra Wawelska, Sanktuarium w Łagiewnikach oraz Błonia Krakowskie). Jest autorem Śpiewnika pieśni kościelnych wydanego przez Polskie Wydawnictwo Muzyczne w 1997.
W roku 2011 został wyróżniony przez papieża Benedykta XVI Krzyżem „Pro Ecclesia et Pontifice”.